# Járnsaxa
Na mitologia nórdica, Járnsaxa é uma gigante. De acordo com o Skáldskaparmál, Edda em prosa de Snorri Sturluson, era amante de Thor, com quem teve um filho, Magni. O seu nome significa "armada com espada de ferro".
Outra das fontes antigas, Hyndluljóð, da Edda poética Jarnsaxa é mencionada como uma das nove mães de Heimdall, o guardião da ponte arco-íris Bifrost.